# St.-Porphyrius-Kirche

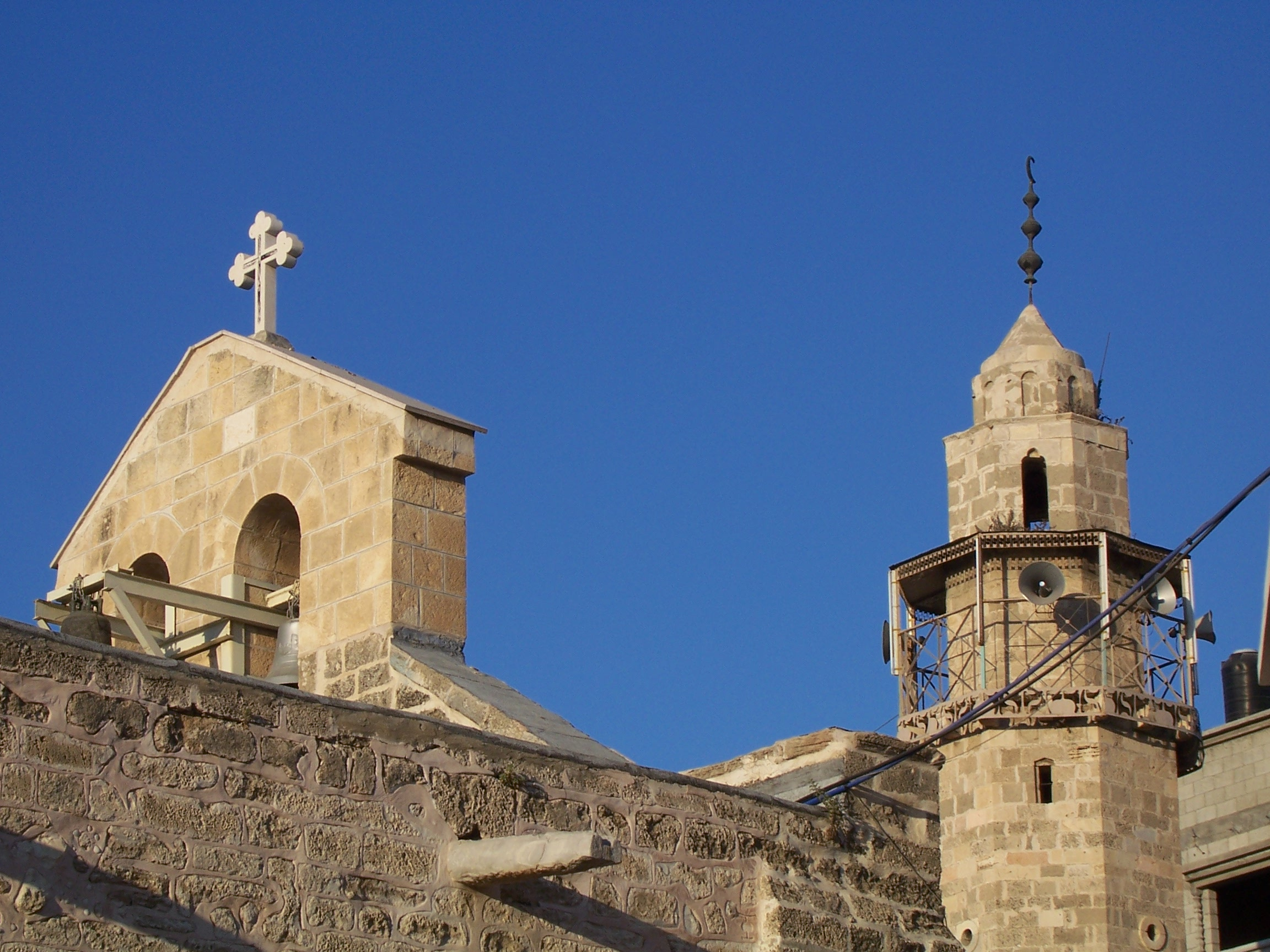
Dachreiter der St.-Porphyrius-Kirche und Minarett der benachbarten Freitagsmoschee (2005)

Die St.-Porphyrius-Kirche (Ιερός Ναός του Αγίου Πορφυρίου Ierós Naós tu Agíu Porfiríu, كنيسة القديس برفيريوس Kanīsat al-Qadīs Burfīryūs) in Gaza-Stadt ist eine Kirche des griechisch-orthodoxen Patriarchats von Jerusalem. Sie ist ein Bauwerk des 12. Jahrhunderts und der älteste für den christlichen Gottesdienst genutzte Kirchenbau im Gazastreifen. Sie ist benannt nach Bischof Porphyrios von Gaza († 420), der als Heiliger verehrt wird.

## Lage
Die gotische Kirche befindet sich im Stadtteil Zaytun im Süden der Altstadt von Gaza. Die Freitagsmoschee des Kātib al-Wilāya, die in ihren älteren Teilen aus dem 15. Jahrhundert stammt, grenzt mit der Süd- und Westseite direkt an das griechisch-orthodoxe Kirchengrundstück. Auf diesem Kirchengrundstück von etwa 216 Quadratmetern stehen außer der kreuzfahrerzeitlichen Kirche sieben weitere moderne Gebäude wie eine Bibliothek und ein Jugendzentrum.

## Geschichte
Bischof Porphyrios ließ mit kaiserlicher Unterstützung heidnische Kultstätten in Gaza zerstören, insbesondere den Tempel des Marnas, der Hauptgottheit von Gaza. An dessen Stelle ließ er eine Kirche errichten. Die Bauinschrift der St.-Porphyrius-Kirche erhebt den Anspruch, dass dies der Kirchenbau des frühen 5. Jahrhunderts sei; historisch wahrscheinlicher ist aber, dass sich der Marnastempel und der Kirchenbau des Porphyrios an der Stelle der kreuzfahrerzeitlichen Johanneskirche befanden, der heutigen Großen Moschee von Gaza.
Der heutige Kirchenbau stammt aus der Kreuzfahrerzeit. Er wurde um 1150/1160 errichtet und dem Patrozinium des heiligen Porphyrios unterstellt; im 15. Jahrhundert wurde der Sakralbau auch als Marienkirche bezeichnet. Der Fußboden der Kirche liegt 1,80 m bis maximal 3 m unter dem Straßenniveau; das spricht für eine frühbyzantinische Vorgängerkirche an dieser Stelle.
Im Jahr 1856 fand eine Restaurierung statt. Die frühesten Beschreibungen des Bauwerks datieren nach dieser Restaurierung. Victor Guérin beschrieb die Kirche bei seinem Besuch im Jahr 1863. Während seines Aufenthalts in Gaza im September 1876 beschrieb Charles Clermont-Ganneau die St.-Porphyrius-Kirche und fertigte einen Grundriss sowie einen Längs- und Querschnitt des Kirchenbaus an.

## Baubeschreibung

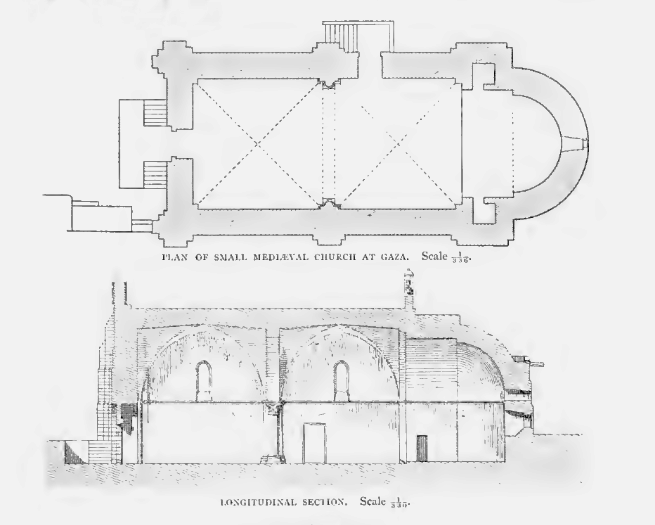
St.-Porphyrius-Kirche, Grundriss und Querschnitt, Charles Clermont-Ganneau 1896

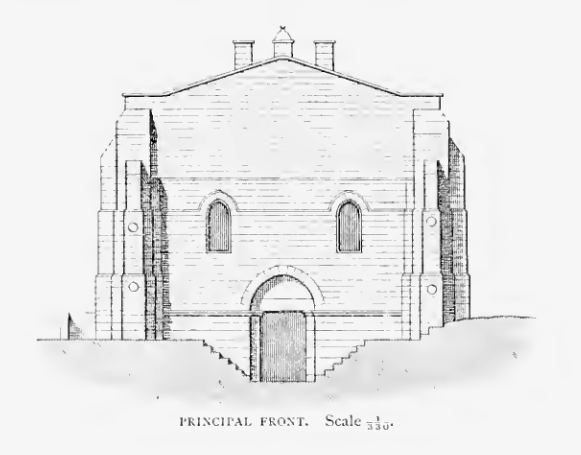
Außenansicht von Westen, Charles Clermont-Ganneau 1896

Das Baumaterial der Kirche sind kleine Sandsteinblöcke. Einzelne Elemente wie Säulen und Kapitelle sind aus Marmor, und marmorne Säulenscheiben sind als Schmuckelemente in die Fassade integriert (Foto).
Der Haupteingang befindet sich an der Westseite des Kirchenbaus. Er hat einen Spitzbogen; im Tympanon liest man auf einer Marmortafel (0,60 × 0,40 m) eine griechische und arabische Bauinschrift mit folgendem Text:
- (Griechisch): „Dieser Tempel wurde errichtet unter Kaiser Arcadius und während der Amtszeit des heiligen Bischofs Porphyrius im Jahr Jesu Christi 405. Seine Restaurierung fand unter dem Patriarchat Kyrills von Jerusalem und auf Kosten der griechischen Gemeinde von Gaza 1856 statt.“
- (Arabisch): „Im Namen Allahs, des Lebendigen, des einen heiligen Gottes. Den Beginn dieses Kirchenbaus veranlasste Bischof Porphyrios von Gaza im Jahr 405 in den Tagen des Kaisers Arcadius. Sie wurde restauriert während des Patriarchats Kyrills von Jerusalem auf Initiative von Vater Philymos und unter der Aufsicht des Architekten Balaschuti Bascharius. Die Mittel dazu stammten von [der Stiftung des] Heiligen Grabes und von einigen Christen aus Gaza. Im Jahr 1856 der christlichen Zeitrechnung, im Monat März.“

Die gegenwärtige Vorhalle des Westeingangs wurde im 20. Jahrhundert erbaut; ob es bereits eine frühere Vorhalle gab, ist unbekannt. Oberhalb des Portals, teilweise verdeckt durch die moderne Vorhalle, sind an der Westseite beiderseits zwei schmale spitzbogige Fenster aus der Erbauungszeit erhalten. Die Fenster an der Nord- und Südseite des Kirchenschiffs wurden stärker verändert.
Ein Nebeneingang befindet sich an der Nordseite. An seinen Pfosten wurden von Kirchenbesuchern viele Kreuze und Initialen eingeritzt. Ein weiterer Nebeneingang an der Südseite, zu dem eine Treppe hinaufführt, wurde modern ergänzt.
Die einschiffige Kirche hat zwei kreuzgratgewölbte Joche. Der tonnengewölbte Chorraum wird von einer halbkreisförmigen Apsis abgeschlossen. Mit Apsis misst der Kirchenraum 22,9 m × 8,25 m. Die Architektur zeigt Ähnlichkeit mit der ebenfalls kreuzfahrerzeitlichen einstigen Hauptkirche von Gaza, die das Patrozinium Johannes des Täufers trug und nach Rückzug der Kreuzfahrer in die Hauptmoschee von Gaza umgewandelt wurde.

## Die Kirche im Gaza-Israel-Konflikt
Wurde die Zahl der Christen im Gazastreifen in den 1990er Jahren noch mit 5000 angegeben, so war sie im Jahr 2013 auf etwa 1500 Personen gesunken, die in ihrer großen Mehrheit griechisch-orthodox sind. „Charakterisiert durch dicke Mauern und einen reich geschmückten Innenraum, diente die Kirche lange als Ort der Zuflucht und der Gemeinschaft für ihre Mitglieder, die eine religiöse Minderheit im Gazastreifen sind.“
Christlich-orthodoxe Einwohner von Gaza haben oft ein gutes Einvernehmen mit der muslimischen Mehrheitsgesellschaft betont. Nach der islamkritischen Regensburger Rede von Papst Benedikt XVI. 2006 griffen palästinensische Muslime Kirchen an, in Gaza die St.-Porphyrios-Kirche. Dass diese orthodoxe Kirche nicht unter päpstlicher Jurisdiktion steht, schützte sie nicht.
Während der israelischen Bombardierungen im Sommer 2014 (Operation Protective Edge) suchten rund 2000 Einwohner von Gaza, meist Frauen und Kinder, Schutz in der Kirche. Sie fühlten sich hier sicherer als auf dem Gelände der benachbarten Moschee, da Moscheen häufiger Ziel von Luftangriffen wurden.

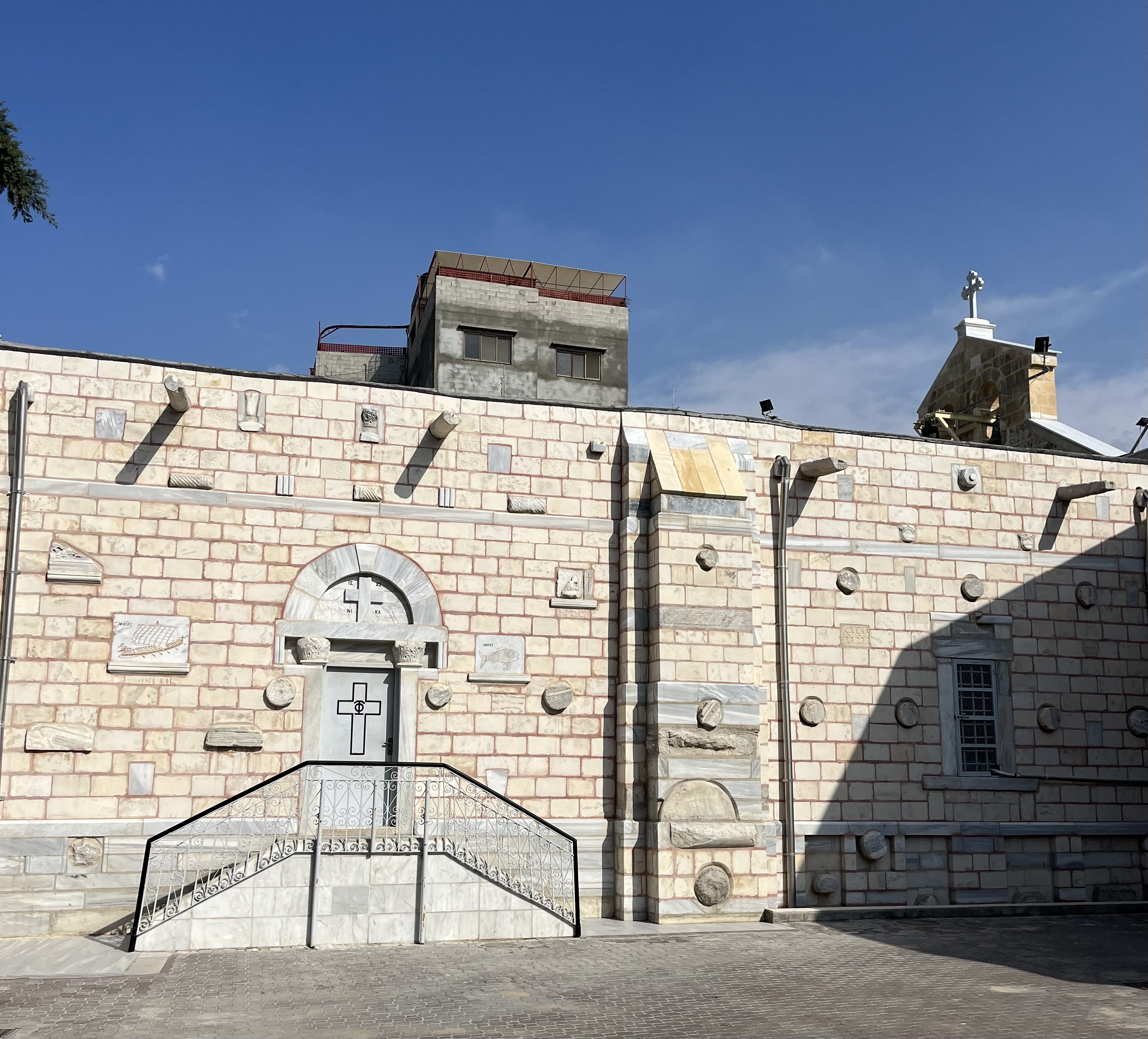
St.-Porphyrius-Kirche, Südseite (2022)

Auch bei den Luftangriffen, die das israelische Militär in Folge des Terrorangriffs der Hamas auf Israel im Oktober 2023 durchführte (Operation Iron Swords), suchten wieder viele Zivilisten auf dem Gelände der historischen orthodoxen Kirche Schutz. Am 19. Oktober 2023 meldete die Hamas, die Kirche sei angegriffen worden und es habe eine „hohe Zahl von Märtyrern und Verletzten“ gegeben. Später war von 18 toten palästinensischen Christen die Rede. Die Israelischen Verteidigungsstreitkräfte erklärten daraufhin, der Angriff habe einem Kommandozentrum gegolten, das für Attacken auf Israel genutzt worden sei; dabei sei die Kirche beschädigt worden.
Laut Zeugenaussagen hielten sich auf dem Kirchengrundstück zahlreiche christliche Familien aus dem Gazastreifen auf, und Abendessen wurde gerade ausgeteilt, als um 19:30 der Luftangriff erfolgte. Die Kirche selbst blieb unversehrt. Ein Nebengebäude stürzte ein; die Personen, die sich im Erdgeschoss aufhielten, starben. Am 20. Oktober wurden 16 Todesopfer, davon vier kleine Kinder, im Kirchhof ausgesegnet und dann in einem Massengrab beigesetzt.
- Die Hilfsorganisation Caritas gab bekannt, unter den Toten sei eine örtliche Mitarbeiterin, die mit ihrer Familie ebenso wie andere Caritas-Angestellte in der Kirche Zuflucht gesucht hatte.[14]
- Der US-Politiker Justin Amash teilte mit, dass unter den Toten Angehörige seiner Familie seien.[15]

Das Jerusalemer griechisch-orthodoxe Patriarchat bestätigte, dass das Kirchengrundstück getroffen worden sei, und erklärte: „Dass Kirchen und ihre Institutionen zum Ziel werden, ebenso wie der Schutzraum, den sie unschuldigen Zivilisten, besonders Kindern und Frauen, bieten, welche ihr Zuhause bei den israelischen Luftangriffen auf Wohngebiete in den letzten 13 Tagen verloren haben, ist ein Kriegsverbrechen, das nicht ignoriert werden darf.“ Der Ökumenische Rat der Kirchen verurteilte den Angriff auf das Kirchengrundstück.
Das griechische Außenministerium drückte seine „tiefe Besorgnis“ über diesen Luftangriff aus.